# Семячкин, Павел Петрович
Павел Петрович Семячкин — советский хозяйственный, государственный и политический деятель.

## Биография
Родился в 1896 году в Туле. Член КПСС с 1917 года.
С 1917 года — на хозяйственной, общественной и политической работе. В 1917—1976 гг. — участник Гражданской войны, комиссар батальона, полка, дивизии;, инструктор Петроградского райкома ВКП(б) города Ленинграда, секретарь парткома Металлического завода им. И. В. Сталина, секретарь Хибиногорского горкома ВКП(б), участник Великой Отечественной войны, комиссар на Ленинградском фронте, заместитель начальника политотдела тыловых частей и учреждений 19-й, 14-й армий Карельского фронта, управляющий аварийно-восстановительными и ремонтными работами «Ленэнерго», руководитель комиссии по работе с молодежью Калининского райкома КПСС города Ленинграда.
За особо выдающиеся заслуги в деле строительства заводом крупных паровых турбин и гидротурбин был награждён орденом Ленина 3 сентября 1931 года.
Умер в Ленинграде в 1978 году.